# Бусси де Альенде, Ортенсия
Мерсе́дес Орте́нсия Бу́сси де Алье́нде (исп. Mercedes Hortensia Bussi de Allende, также известна как Те́нча (исп. La Tencha), 22 июля 1914 — 18 июня 2009) — чилийский общественно-политический деятель, жена президента Чили Сальвадора Альенде, первая леди Чили — с 1970 по 1973 годы. Мать троих детей — Беатрис, Кармен Пас и Исабель.

## Биография
Бусси родилась в Вальпараисо в зажиточной семье. Её отец — Сиро Бусси, офицер торгового флота Чили. Она окончила Чилийский университет по специальности учитель истории и географии и работала в Национальном статистическом бюро. Бусси познакомилась с Альенде после землетрясения в Чили в 1939 году, где они оба принимали участие в кампании помощи пострадавшим от землетрясения. Годом позже они поженились. Альенде в тот период, на заре своей политической карьеры, занял пост министра здравоохранения в правительстве Народного фронта Агирре Серды.
После военного переворота 1973 года, в результате которого был свергнут её муж Сальвадор Альенде, Бусси эмигрировала в Мексику. В эмиграции стала видным общественным деятелем, одним из лидеров чилийской оппозиции в изгнании. Она развернула международную кампанию, направленную против диктаторского режима Аугусто Пиночета, выставляла свою кандидатуру на выборах ректора Университета Глазго в 1977 году.
24 сентября 1988 года, после 15 лет изгнания, Бусси вернулась в Чили и возглавила Фонд Сальвадора Альенде. Умерла в Сантьяго в возрасте 94 лет во сне. Её останки захоронены на территории бывшего Национального конгресса.